# Delta (stacja kolejowa)
Delta – stacja kolejowa w Brukseli, w Belgii. Znajduje się tu stacja metra. Stacja ma 3 perony.